# Croft-on-Tees
Croft-on-Tees est un village et une paroisse civile du Yorkshire du Nord, en Angleterre.